# Équipe du Danemark de beach soccer
L'équipe du Danemark de beach soccer est constituée par une sélection des meilleurs joueurs danois sous l'égide de la Fédération du Danemark de football.

## Palmarès
Coupe du monde
- 1er tour en 1996